# Phoenix-Viertel

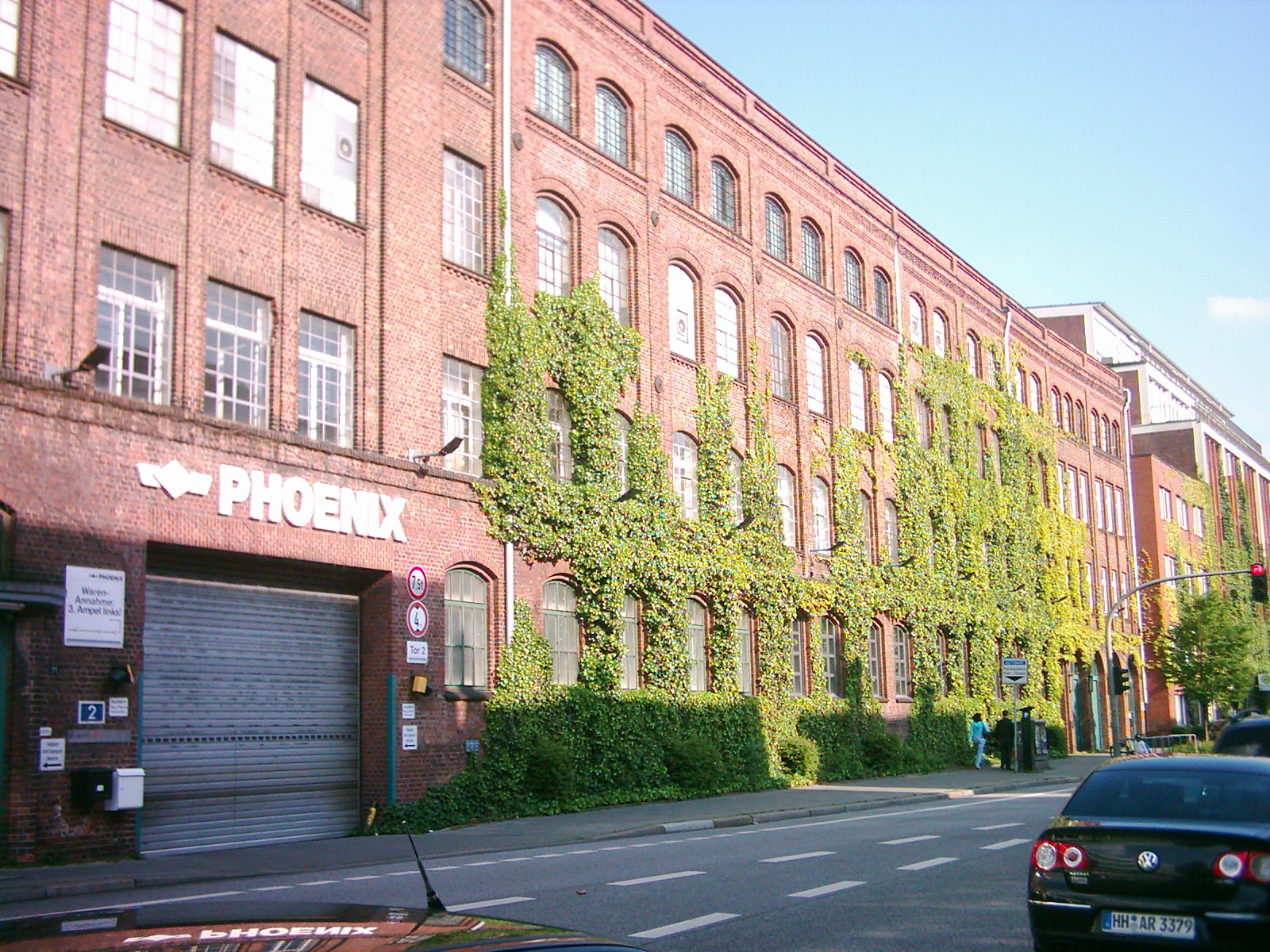
„Namensgeber“ Phoenix AG

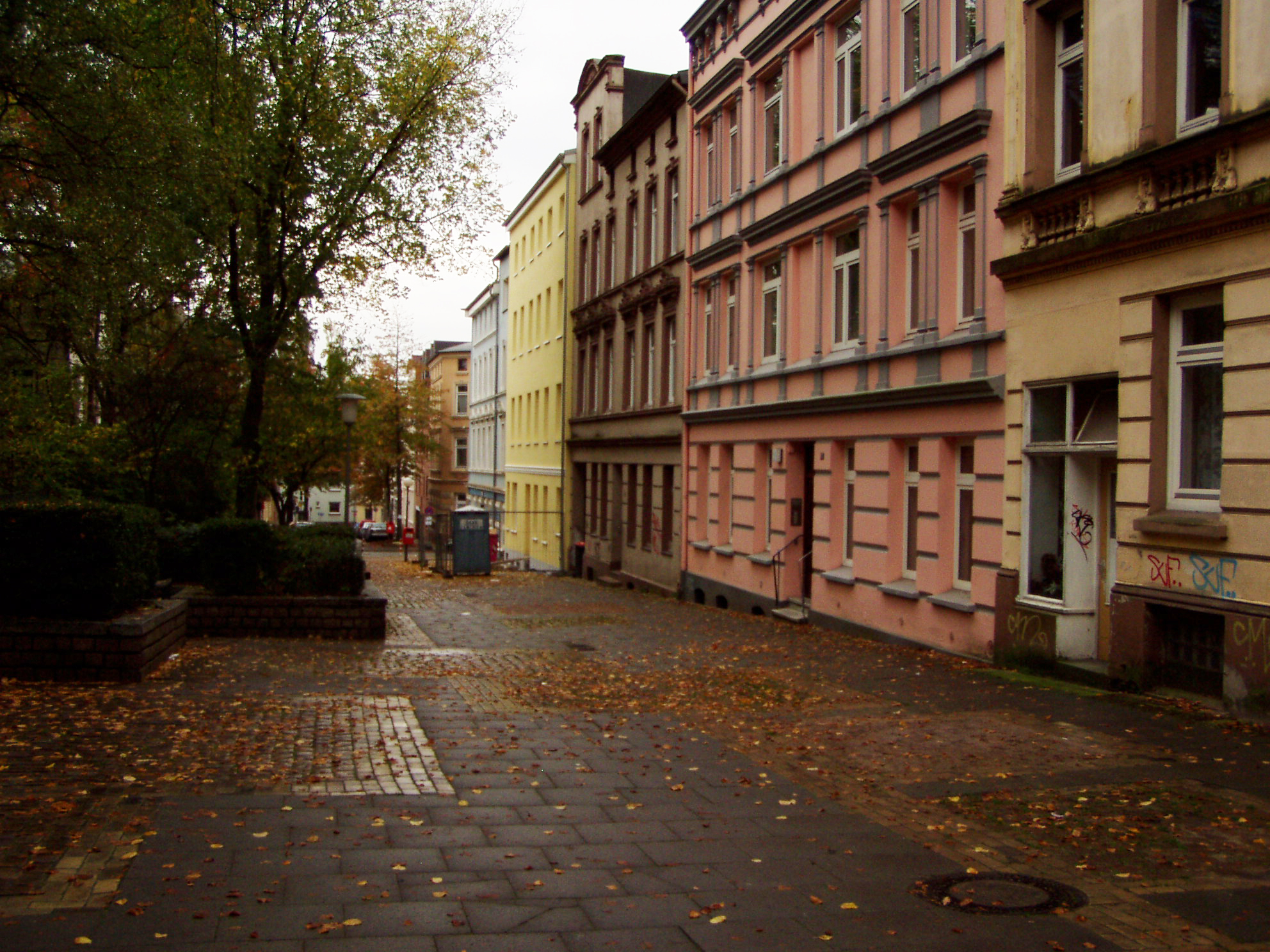
Gerade Straße

Das Phoenix-Viertel ist ein Quartier im Hamburger Bezirk Harburg, benannt nach der Phoenix AG, einer bis heute dort ansässigen Gummifabrik.
Es wurde zur Gründerzeit als typisches Arbeiterviertel errichtet. In der Nachkriegszeit erlangte es einen sehr schlechten Ruf als sozialer Brennpunkt mit hoher Kriminalitätsrate und Arbeitslosenquote, 2005 wurde es zum Sanierungsgebiet erklärt. Ende 2015 wurde der Status als Sanierungsgebiet aufgehoben. 2015 lebten in diesem Gebiet knapp 5.000 Einwohner. 

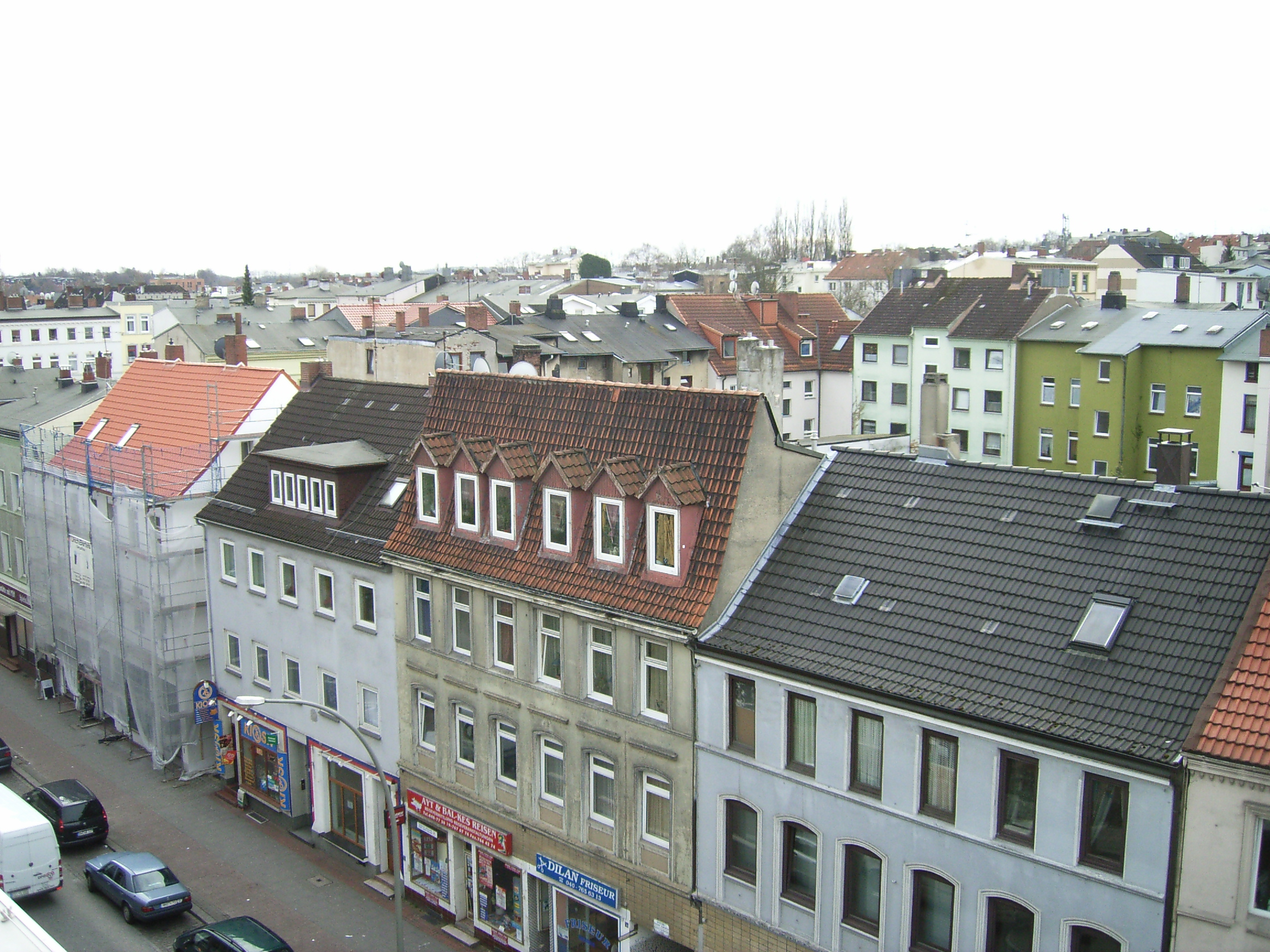
Wilstorfer Straße und die Dächer des Phoenix-Viertels vom Parkdeck des Phoenix-Centers

## Geografische Lage
Das rund 20,4 ha große Phoenix-Viertel liegt im Zentrum des Hamburger Bezirks Harburg und erstreckt sich über den Stadtteil Harburg und südlich der Hohen Straße auf das Gebiet von Wilstorf. Es umfasst den Bereich zwischen den Straßen Bunatwiete/Kalischer Straße im Norden, der Wilstorfer Straße im Osten, wo es an das Phoenix-Werk und das Einkaufszentrum Phoenix-Center grenzt, dem früheren Autobahnzubringer A 253 im Süden und der Maretstraße im Westen (begrenzt von der Parkanlage des alten Harburger Friedhofs) sowie die südlich von Baerer- und Hohe Straße an die Maretstraße angrenzenden Blöcke.

## Geschichte

### Gründung
Um 1875 lagen zwei der größten Harburger Fabriken an der Wilstorfer Straße: die Kohleöl- und Gasfabrik des Franzosen Noblée und die Gummifabrik der Hamburger Albert und Louis Cohen. Für die in den Fabriken beschäftigten Arbeiter wurde dringend Wohnraum benötigt, so dass bis 1895 das Gebiet des späteren Phoenix-Viertels vollständig bebaut wurde.
Nach Erzählungen von alteingessenen Bewohnern war es bis zum Zweiten Weltkrieg durch seine günstige Lage zur Innenstadt und zum Harburger Stadtpark mit dem Außenmühlenteich ein Viertel mit hoher Lebensqualität. Im Jahre 1932 gab es im Phoenix-Viertel noch 508 Gewerbe-, Handel- und Industriebetriebe, die Mehrzahl davon fand sich in der Wilstorfer Straße, die einmal eine beliebte Einkaufsstraße war.

### Zweiter Weltkrieg und Nachkriegszeit

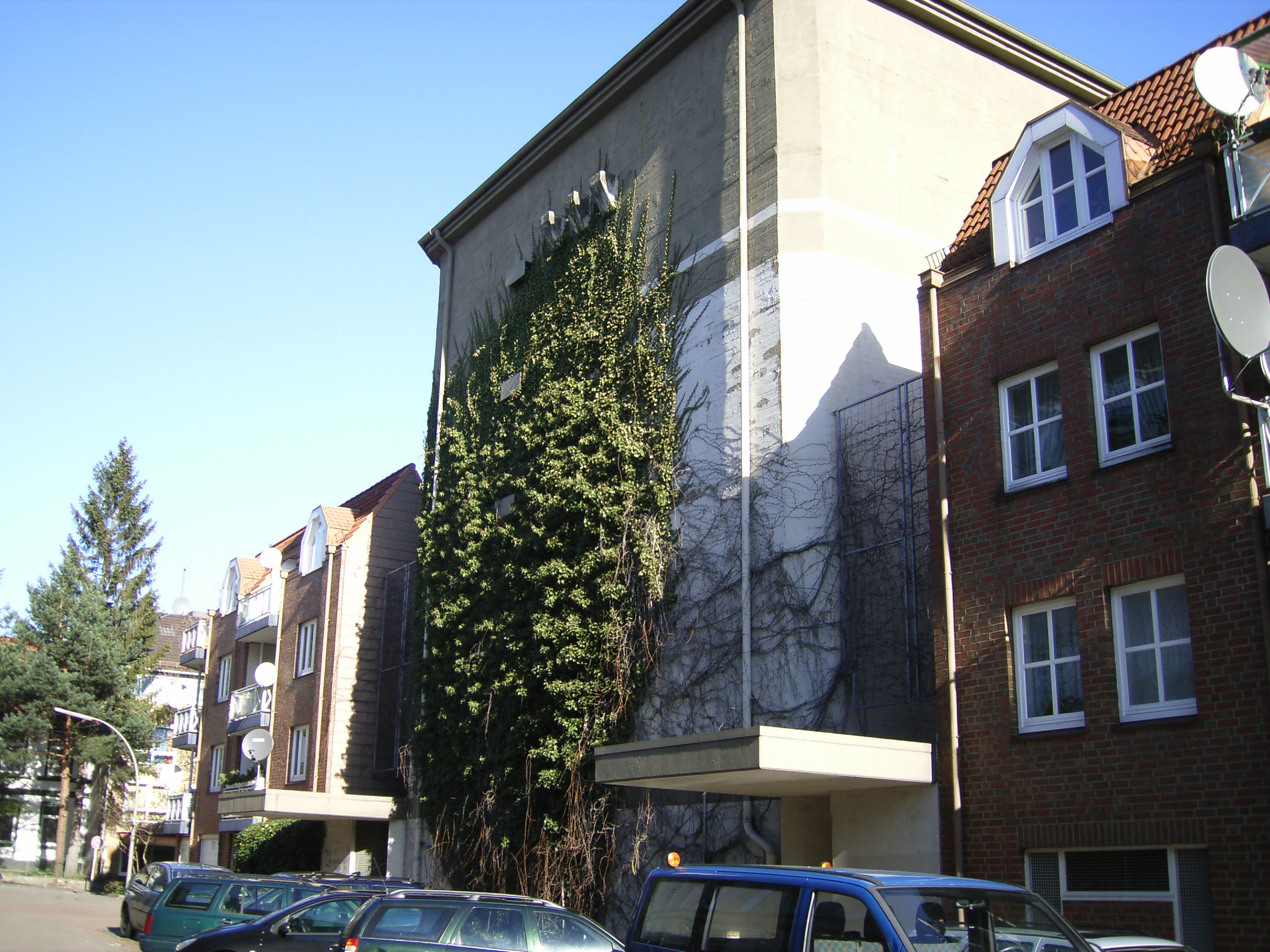
Hochbunker in der Lassallestraße

Die ersten Bombenangriffe auf Harburg erfolgten im Jahre 1940. Da die Häuser im Phoenix-Viertel keine bombensicheren Kellerräume hatten, wurde ein Hochbunker in der Lassallestraße gebaut.
Im Laufe des Zweiten Weltkrieges wurden viele Häuser im Phoenix-Viertel zerstört, so dass nach dem Krieg ein großer Wohnungsmangel herrschte. Infolgedessen wurde in den 1950er Jahren von staatlicher Seite viel für den Wohnungsbau getan. Unter anderem wurde der „öffentlich geförderte Wohnungsbau“ eingeführt, Wohnungen wurden mit Hilfe von öffentlichen Mitteln (Landesdarlehen) errichtet.
Diese Wohnraumbewirtschaftung nach dem Zweiten Weltkrieg sahen viele Hauseigentümer im Phoenix-Viertel jedoch als problematisch an. Dadurch, dass viele Häuser im Viertel zerstört waren und mit der Hamburger Wohnungsbaukreditanstalt wieder aufgebaut werden mussten, wurden viele Wohnungen nur an sozial schwache Familien, oft auch mit vielen Kindern, vermietet.
Zum Problem der Wohnungsraumbewirtschaftung kam, dass viele alte Häuser, die nicht zerstört waren, nach dem Krieg nicht renoviert wurden und so langsam dem Verfall ausgesetzt waren, was ebenfalls sozial schwächere Familien anzog, da die Mieten dementsprechend niedrig waren. Damit einher ging das Verschwinden der kleinen Handwerksbetriebe und Geschäfte im Viertel und die Entstehung von großen Supermarktketten. Viele Bewohner des Viertels hatten nicht viel Geld und mussten daher ihre Lebensmittel und Gebrauchsgüter des täglichen Bedarfs in den oftmals billigeren großen Supermärkten einkaufen. Durch die Verdrängung der kleinen Betriebe durch Supermärkte änderte sich das damals typische Bild des Phoenix-Viertels, das durch Tante-Emma-Läden geprägt war, besonders stark.

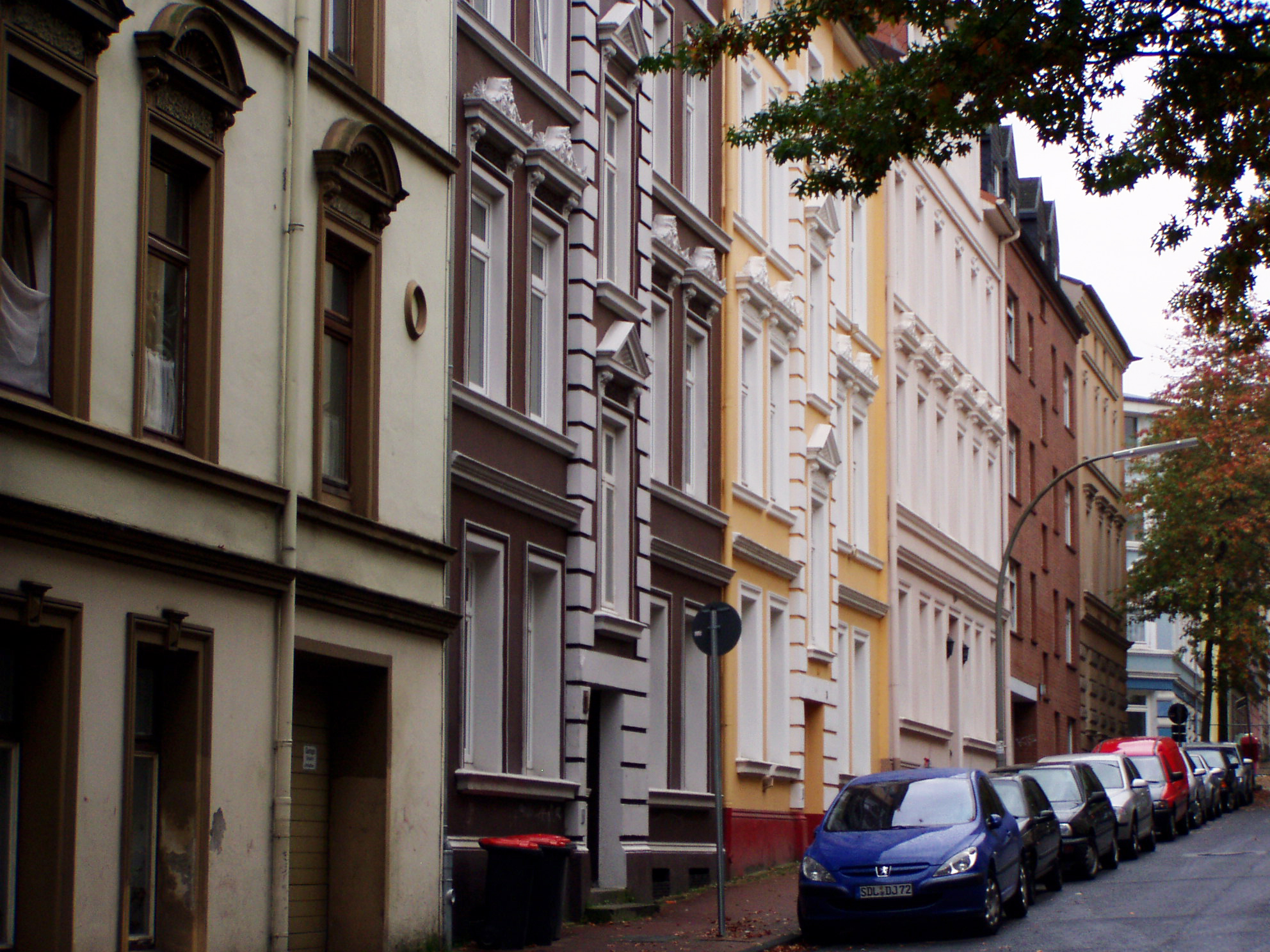
Gerade Straße

Anfang der 80er Jahre wurde vom Hamburger Senat Geld in „städtebauliche Verbesserungen“ gesteckt, Einbahnstraßen wurden neu gestaltet sowie Spielstraßen eingerichtet. Das Viertel wurde jedoch immer mehr zum sozialen Brennpunkt Harburgs mit hoher Kriminalitätsrate und Arbeitslosenquote, vor allem Ende der 90er Jahre häuften sich negative Schlagzeilen. 1999 fielen bei einem Bandenkrieg beispielsweise Schüsse in einem Coffee Shop in der Hohen Straße, bei dem eines der Projektile eine Tür zur angrenzenden Wohnung durchschlug und den dortigen Mieter verletzte.

### Bemühungen zur Aufwertung des Viertels

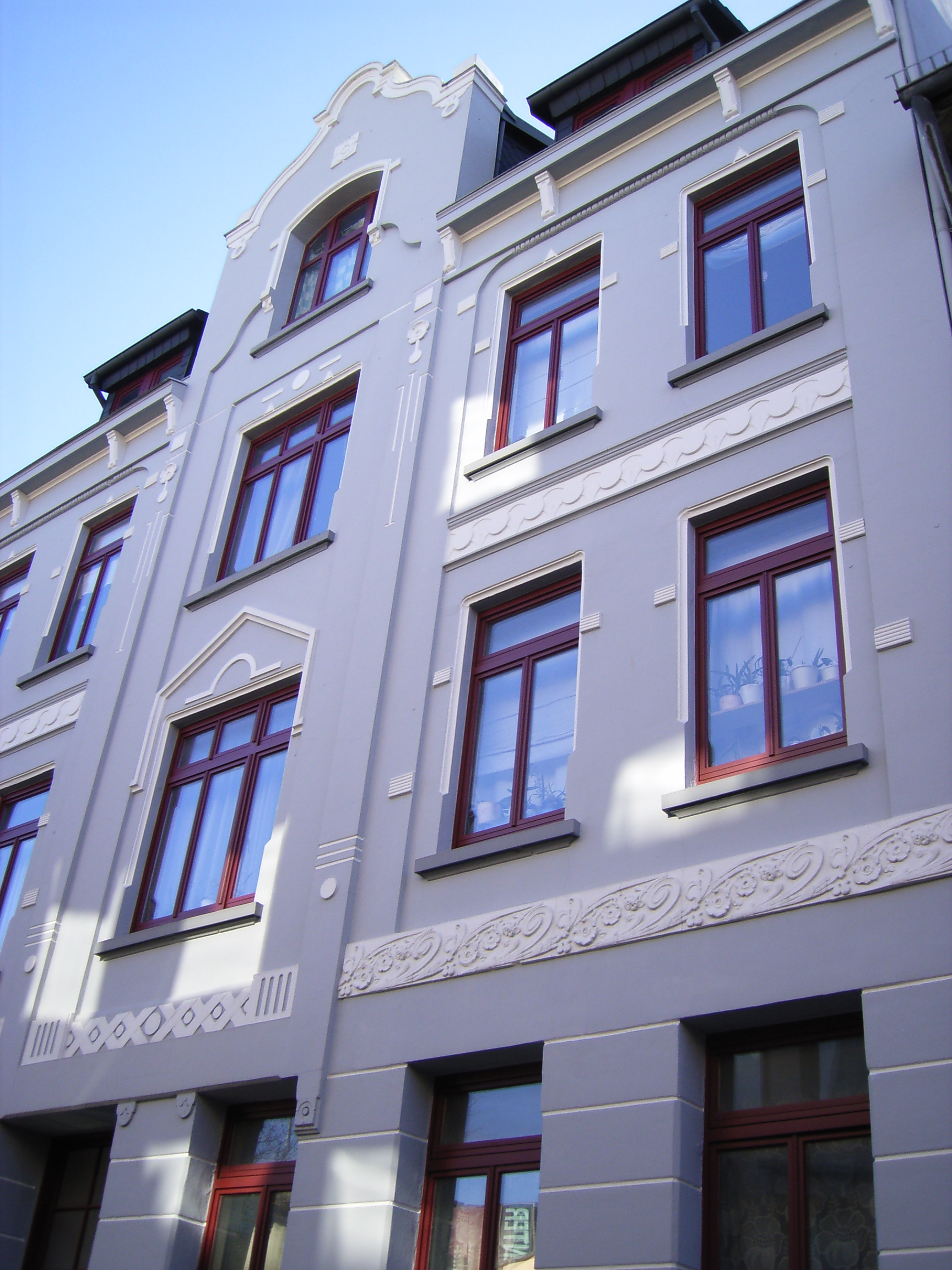
Häuserfassade in der Konsul-Renck-Straße

Im Juni 2003 entstand aus der Sicherheitskonferenz Harburg ein „runder Tisch“ zum Thema Phoenix-Viertel. Es gab zu diesem Zeitpunkt einige Gruppen wie die „Interessengemeinschaft lebendiges Phoenix-Viertel“. Nach dem Tod dessen Vorsitzenden Arne Buckenauer entstand aus ehrenamtlich aktiven Bewohnern des Viertels, Eigentümern von Häusern, Bürgern, Mitgliedern vorhandener Einrichtungen und Interessierten die „Arbeitsgemeinschaft Phoenix-Viertel“, die dafür gearbeitet hat, dass das Quartier ein Sanierungsgebiet im vereinfachten Verfahren wird. Am 12. Juli 2005 gab der Hamburger Senat die Entscheidung dazu bekannt.
Für insgesamt 350 Gebäude mit rund 2500 Wohnungen und 4500 Mietern stehen bis 2015 25 Millionen Euro an öffentlichen Zuschüssen zur Verfügung.
Als Sanierungsträger hat sich in einem europaweiten Ausschreibungsverfahren die Stadterneuerungs- und Stadtentwicklungsgesellschaft Hamburg mbH (Steg) qualifiziert.

## Standort, Infrastruktur und Erscheinungsbild

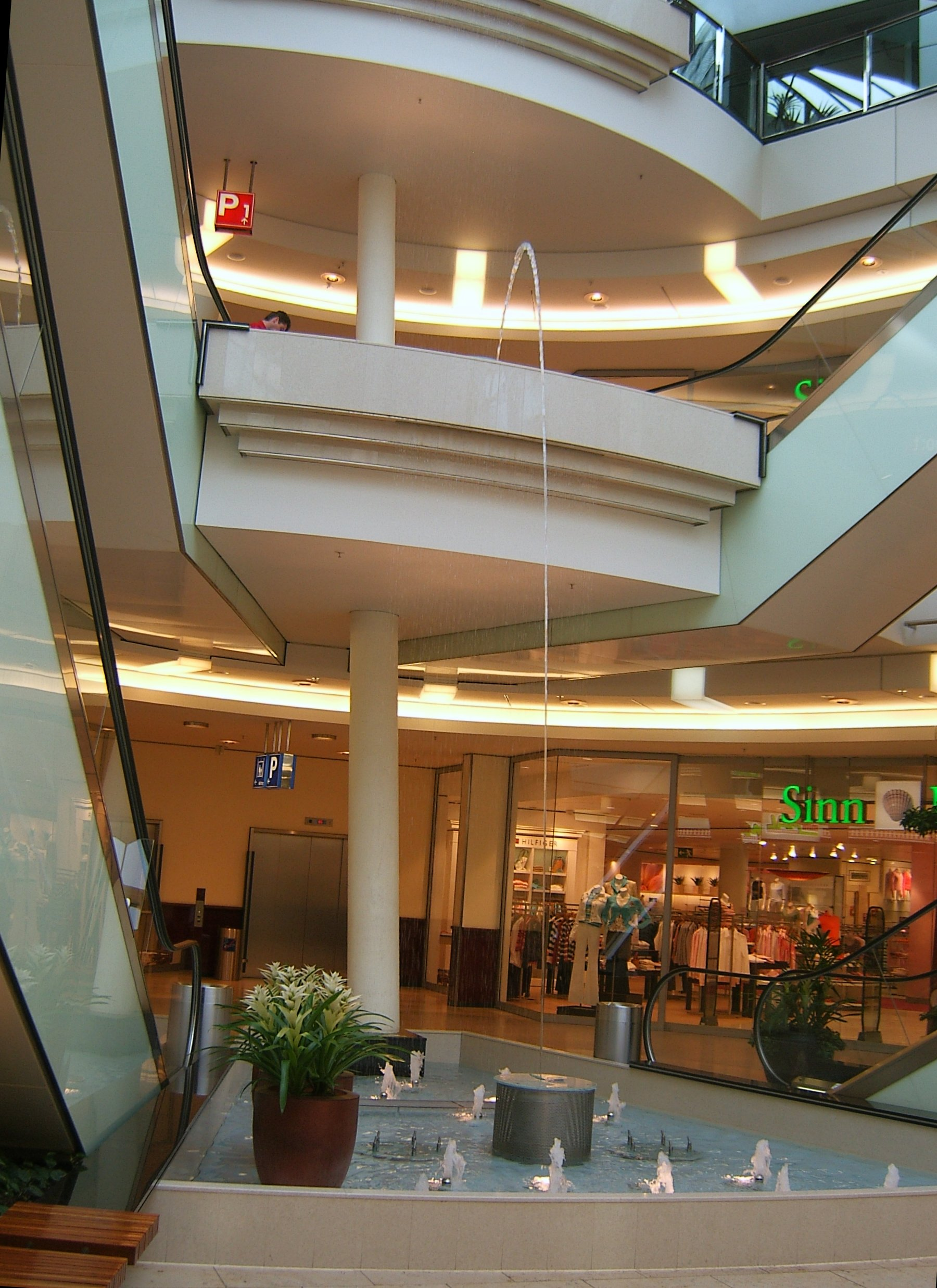
Phoenix-Center

Durch die unmittelbare Nähe zur Innenstadt Harburgs gibt es eine Vielfalt an Dienstleistungs- und Versorgungsangeboten. In direkter Nachbarschaft wurde 2004 das Phoenix-Center eröffnet, ein großes Einkaufszentrum auf ehemaligem Werksgelände der Phoenix AG zwischen der Wilstorfer und Hannoverschen Straße. Der Wilstorfer Straße selbst merkt man noch an, dass sie einst eine beliebte Einkaufsstraße war, heute stehen dort noch immer viele Geschäfte und gastronomische Betriebe. Diese sind nun zum großen Teil multikulturell geprägt. Im Phoenix-Viertel verteilt stehen ebenfalls noch einige Kneipen, Kioske, Cafés und Restaurants.
Die Fußgängerzone, der S- und Regionalbahnhof Harburg sowie der S-Bahnhof Harburg Rathaus sind in wenigen Minuten zu Fuß zu erreichen.
Im Phoenix-Viertel befinden sich drei soziale Einrichtungen: zwei Kindergärten bzw. Kindertagesstätten und ein Therapiezentrum für Suchtkranke des Deutschen Roten Kreuzes (DRK), ferner sechs kulturelle Einrichtungen (Kirchen, Kulturvereine) und sechs Freizeiteinrichtungen (Sportmöglichkeiten, Vereinsheime). Des Weiteren verfügt das Gebiet über zwei große öffentliche Spielplätze.
An der Bunatwiete/Maretstraße befindet sich eine Grund-, Haupt- und Realschule, die auch in den Nachmittagsstunden ein Schul- und Betreuungsprogramm für Kinder und Jugendliche anbietet.
Von den 513 Gebäuden im Phoenix-Viertel sind rund zwei Drittel vor 1945 errichtet und nahezu ausschließlich zwischen 1880 und 1900 fertiggestellt worden. Diese Gebäude sind drei- bis viergeschossige, für die Gründerzeit typische Altbauten. Bei den Nachkriegsgebäuden dominieren die Gebäude der 50er Jahre. 75 % aller Hauptgebäude sind reine Wohngebäude, Geschäfts- und Gewerbebauten sind mit 5 % kaum vertreten, 18 % sind eine Mischform aus Wohn- und Geschäftshäusern. Die kleinteilige Nutzungsmischung, die an den Straßen und Fassaden ablesbare Parzellenstruktur und die geschlossenen Blockränder verleihen dem Gebiet einen für den Bezirk eher seltenen urbanen Charakter.
Im Phoenix-Viertel selbst gibt es bis auf die Spielplätze und einen Kfz-freien Abschnitt keinerlei öffentliche Frei- oder Grünflächen. In unmittelbarer Nähe befinden sich allerdings der Harburger Stadtpark mit dem Außenmühlenteich sowie die Grünanlagen des alten Friedhofs, die schnell zu Fuß zu erreichen sind.